# Гутай (Забайкальский край)
Гутай — село в Красночикойском районе Забайкальского края России. Входит в состав сельского поселения «Альбитуйское».

## География
Село находится в западной части района, на левом берегу реки Чикой, вблизи места впадения в неё реки Гутай, на расстоянии примерно 53 километров (по прямой) к юго-западу от села Красный Чикой. Абсолютная высота — 689 метров над уровнем моря.
Климат
Климат характеризуется как резко континентальный. Средняя температура самого тёплого месяца (июля) составляет 14 — 16 °С (абсолютный максимум — 36 °С). Средняя температура самого холодного месяца (января) — −22 — −26 °С (абсолютный минимум — −53 °С). Годовое количество осадков — 350—500 мм.
Часовой пояс
Село Гутай находится в часовой зоне МСК+6. Смещение применяемого времени относительно UTC составляет +9:00.

## История
Основано в 1750 году семейскими.

## Население
| 1926 | 2002 | 2010 | 2021 |
| ---- | ---- | ---- | ---- |
| 1355 | ↘154 | ↘88  | ↘67  |

Половой состав
По данным Всероссийской переписи населения 2010 года в гендерной структуре населения мужчины составляли 52,3 %, женщины — соответственно 47,7 %.
Национальный состав
Согласно результатам переписи 2002 года, в национальной структуре населения русские составляли 99 % из 154 чел.

## Инфраструктура
В селе функционируют начальная общеобразовательная школа, информационно-досуговый центр и фельдшерско-акушерский пункт.
Уличная сеть села состоит из одной улицы (ул. Центральная).

## Археология
Гутайский грот — памятник наскального искусства, располагающийся в окрестностях с. Гутай, Красночикойского района, в гроте в скальной гряде на высоте 40 м над р. Гутай, лев. притока р. Чикой. Открыто местонахождение в 1975 году Чикойской археологической экспедицией. На плоскостях грота найдены выполненные красной охрой рисунки, изображающие двух коз, косой крест, полукружие, человечков, точки, палочки и др. Памятник предварительно датируется эпохой бронзового века (I тыс. до н. э.).
На сегодняшний день рисунки находятся в состоянии исчезновения. Со слов доктора исторических наук М. В. Константинова, рисунки Гутайского грота фактически выцвели. Последний мониторинг памятника приходится на начало 2000-х годов.